# 히고바시역
히고바시역(일본어: 肥後橋駅, ひごばしえき)은 일본 오사카부 오사카시 니시구에 있는 철도역이다.

## 타는 곳
| 1 | ■ 요쓰바시선 | 요쓰바시·다이코쿠초·스미노에코엔 방면 |
| 2 | ■ 요쓰바시선 | 니시우메다 방면                       |

## 역세권 정보
- 게이한 전기철도 나카노시마선 와타나베바시역
- 미도스지선, 게이한 본선 요도야바시역
- 히고바시
- 나카노시마 우체국
- 아사히 신문사 오사카 본사
- 간사이 전력 본점
- 오사카시립과학관
- 국립국제미술관
- 히고바시 상점가

## 역사
- 1965년 10월 1일: 영업 개시.